# Czardas der Herzen
Czardas der Herzen, auch verliehen unter Servus Peter, ist eine 1950 hergestellte, deutsche Filmkomödie des Ungarn Alexander von Slatinay mit Wolf Albach-Retty in einer Doppelrolle.

## Handlung
Ungarn, in der vorkommunistischen Zeit: Der arbeitslose Schauspieler Paul Endre aus Budapest wird ständig mit dem erfolgreichen Filmregisseur Peter Tornay verwechselt, da sich beide bis aufs Haar gleichen sollen. Um dieser Behauptung auf den Grund zu gehen, entscheidet sich Paul dazu, diesem ominösen Doppelgänger persönlich kennen lernen zu wollen und begibt sich zu dessen Villa. Tornay ist hocherfreut über diesen unerwarteten Besuch, hat er doch sogleich eine gute Idee: Endre soll ihn für einige Tage bei diversen Veranstaltungen vertreten und damit die lästige Schar penetranter Verehrerinnen auf Abstand halten. Und so geschieht es: Die freie Zeit nutzt Starregisseur Tornay dazu, sich anderweitig zu vergnügen. Prompt kommt es zu einigen Verwechslungen, und am Ende der Geschichte sogar zu einer Doppelhochzeit. Der nun wieder beschäftigungslos gewordene Schauspieler Paul darf sich darüber hinaus endlich auf ein Engagement freuen.

## Produktionsnotizen
Czardas der Herzen entstand in der zweiten Jahreshälfte 1950 in München und im Hotel Bayerischer Hof und wurde am 26. Januar 1951 in Düsseldorf uraufgeführt.
Toni Schelkopf übernahm die Produktionsleitung, die Filmbauten gestalteten Georg Gröbsch und Horst Indrack. Friedrich Wilhelm Dustmann sorgte für den Ton.

## Kritik
Im Lexikon des Internationalen Films urteilte: „Leichtes Liebesgeplänkel und Ungarn-Folklore in einem deutschen Lustspiel mit dem Handlungsschema und den Gags von vorgestern.“